# Universitatea Româno-Germană din Sibiu
Universitatea Româno-Germană din Sibiu (germană: Rumänisch-Deutsche Universität in Hermannstadt) este o  universitate din Sibiu, Transilvania, România care are două facultăți:
- Facultatea de Drept
- Facultatea de Economie și Informatică

Universitatea Româno-Germană din Sibiu a fost fondată în 1989.
Din 2016, rector al Universității este Elisabeta Boțian.

## Vezi și
- Lista universităților din România

## Legături externe
- Site-ul oficial